# Neustadt-Glewe (KL)
Konzentrationslager Neustadt-Glewe, KL Neustadt-Glewe – niemiecki nazistowski obóz koncentracyjny utworzony na terytorium III Rzeszy niedaleko miasta Neustadt-Glewe, w powiecie Ludwigslust-Parchim w związku gmin Amt Neustadt-Glewe w gminie Neustadt-Glewe w kraju związkowym Meklemburgia-Pomorze Przednie na terenie współczesnych Niemiec. Dawny obóz koncentracyjny położony jest na południowo-wschodnim krańcu gminy Neustadt-Glewe pomiędzy Liebssiedlung (przedmieścia miasta Neustadt-Glewe), a lotniskiem. Obóz został stworzony, aby zapewnić niemieckiej firmie lotniczej Dornier niewolniczą siłę roboczą. Obóz koncentracyjny był strzeżony, a więźniowie pilnowani. Obóz nie posiadał żadnych komór gazowych ani krematoriów. Nie uśmiercano w nim aktywnie na masową skalę więźniów. Obóz ten nie był obozem zagłady. Pełnił rolę niemieckiego obozu pracy, w którym więźniowie wykonywali pracę na rzecz niemieckiego przemysłu lotniczego. Wielu więźniów obozu jednak zmarło ze względu na skrajne przeludnienie obozu, głód, niedożywienie, epidemie chorób zakaźnych i fatalne warunki życia w obozie. Obóz działał od 1 września 1944 roku do 2 maja 1945 roku, czyli przez 241 dni.

## Założenie obozu
W 1936 r. w Neustadt-Glewe wybudowano lotnisko.  Około 1941/1942 roku, niedaleko bazy lotniczej na Fliegerchaussee i nazistowskiej szkoły latania, zbudowano filię północnoniemieckich zakładów Dornier Werke, w której budowano i montowano części myśliwca FW 190. W celu zatrudnienia więźniów w okolicznym zakładzie przedsiębiorstwa Dornier (fabryce samolotów) więźniów zbudowano od lata do września 1944 r. obóz koncentracyjny Neustadt-Glewe dla 300 więźniarek po wschodniej stronie lotniska. Na samym początku września obóz zaczął działać. Pod koniec 1944 r. w obozie przebywało około 900 więźniarek, deportowanych głównie z okupowanych przez Niemcy terenów Polski i Białorusi. Obóz był też celem zsyłek więźniarek polskich po Powstaniu Warszawskim.

## Marsze śmierci
Od stycznia 1945 r. obóz stał się jednym z miejsc docelowym dla SS tzw. „transportów ewakuacyjnych” z obozów koncentracyjnych. Były to de facto marsze śmierci kolumn więźniów obozów koncentracyjnych. W 1945 roku w obozie przebywało około 5000 więźniów. W obozie przebywali zarówno mężczyźni i kobiety w różnym wieku, chociaż większością były kobiety, szczególnie na wczesnym etapie istnienia obozu.

## Warunki życia w obozie
Warunki życia w obozie były tragiczne i skrajnie trudne. Pomimo rozbudowy, przy liczbie 5000 więźniów w 1945 roku, limit pojemności został znacznie przekroczony. Obóz był skrajnie przeludniony, w obozie panował głód. W barakach mieszkalnych dla więźniów ścisk był nie do opisania. Wielu więźniów zmarło. Wielu więźniów, ponad 500 kobiet i dziewcząt, nie przetrwało trudnych do opisania warunków życia w obozie.

## Wyzwolenie obozu
Obóz został wyzwolony 2 maja 1945 roku przez oddziały Armii Radzieckiej. Na krótko przed wyzwoleniem obozu przez żołnierzy Armii Czerwonej przez miasto Neustadt-Glewe i okolice obozu przeszedł już oddział amerykański dowodzony przez amerykańskiego generała Williama A. Knowltona – w celu nawiązania kontaktu z wojskami sowieckimi. 3 maja 1945 roku na teren dzień wcześniej wyzwolonego obozu wkroczyły również wojska aliantów zachodnich (amerykańsko-francusko-polskich).

## Więźniowie obozu
Więźniarkami obozu były m.in. Janina Iwańska i pisarka Halina Birenbaum.

## Teren obozu dzisiaj
Poza kilkoma pozostałościami budowlanymi (podmurówka), nic nie pozostało po barakach i fabrykach samolotów. Mniej więcej pośrodku ścieżki, na małej polance leśnej, ustawiono kamień pamiątkowy upamiętniający ofiary obozu. Wśród nich były Polki, które zostały więźniarkami po Powstaniu Warszawskim (sierpień-październik 1944 r.). Przez teren byłego obozu, prowadzi trasa edukacyjna. Kilka paneli dostarcza informacji o budynkach, które stały tutaj podczas II wojny światowej. Obok przebudowanego dziś lotniska zbudowanego w 1936 roku znajduje się pomnik obozu koncentracyjnego Neustadt-Glewe.

## Miejsca pochówku, upamiętnienie
Na cmentarzu miejskim w Neustadt-Glewe pochowano 46 ciał z masowego grobu odkrytego w 1946 r. w pobliżu obozu. Dla upamiętnienia ofiar obozu na cmentarzu w mieście w 1947 roku wzniesiono pomnik.
W 1995 roku ocaleni odwiedzili miejsce swojej niewoli oraz cierpienia i śmierci współwięźniów.
W 2002 roku w miejscowym muzeum historycznym otwarto małą wystawę poświęconą obozowi koncentracyjnemu. Wystawa składa się z ośmiu paneli i trzech gablot. Pracownicy muzeum oferują zwiedzanie z przewodnikiem i mogą organizować wywiady ze współczesnymi świadkami. Teren dawnego obozu jest oznakowany i ma tablicę informacyjną.